# Gai Musoni Rufus
Gai Musoni Rufus (llatí: Gaius Musonius Rufus) va ser un filòsof estoic romà del segle i dC. Era fill d'un cavaller anomenat Capitó. Va néixer a Volsinii (Etrúria) al final del regnat d'August o començament del de Tiberi, aproximadament l'any 14. No va deixar obres escrites, i es coneixen les seves idees a partir dels reculls i citacions que en fan Estobeu, Plutarc, Aulus Gel·li i sobretot el seu deixeble Epictet de Hieràpolis.
Sota Neró ensenyava a Roma filosofia estoica, i va resultar sospitós per alguna raó i desterrat a l'illa de Giaros. L'any 66 va ser acusat de participar en la conspiració de Pisó. L'enciclopèdia Suides diu erròniament que va ser mort per Neró. Va tornar de l'exili sota Galba i quan Antoni Prim, el general de Vespasià, marxava contra Roma, es va unir als ambaixadors enviats per Vitel·li al general victoriós, i va instar als soldats a la pau avisant-los dels perills de la guerra, però fou obligat a callar.
Encara sota Vitel·li, va acusar Publi Cèler, un filòsof estoic que havia testificat en el judici i condemna de Barea Sorà. Després sembla que va ser apreciat per Vespasià que li va permetre romandre a Roma mentre altres filòsofs eren expulsats de la ciutat. Va morir abans de l'inici del regnat de Trajà. Probablement el poeta Rufus Fest Aviè era descendent seu.
Suides parla de les seves obres filosòfiques sota el nom de Λόγοι διάφοροι φιλοσοφίας ἐχόμενοι ('Idees diferents en les filosofies properes') i Apol·loni de Tral·les esmenta l'obra Ἀπομνημονεύματα Μουσωνίου τοῦ φιλοσόφου ('Records de Musoni el filòsof'), on també donava la seva opinió sobre temes filosòfics.